# Savana (Američki Djevičanski otoci)
Otok Savana je otočić Američkih Djevičanskih otoka. Nalazi se u blizini rta West End otoka St. Thomas, otprilike 11 km zapadno od zračne luke Cyril E. King.
Na otoku se nalazi svjetionik.